# Geissorhiza tenella
Geissorhiza tenella är en irisväxtart som beskrevs av Peter Goldblatt. Geissorhiza tenella ingår i släktet Geissorhiza och familjen irisväxter. Inga underarter finns listade i Catalogue of Life.